# Mensagens Unicast, Broadcast e Multicast
Em uma tecnologia de rede que utiliza mensagens para enviar dados, existem um número de tarefas que devem ser empreendidas por ordem para os dados serem transmitidos de um local para o outro com sucesso. Um é simplesmente o endereçamento da mensagem – colocando um endereço no local certo o qual o sistema sabe aonde vai chegar. A outra é a transmissão da mensagem, a qual é claro, é enviada para o destinatário correto.
Existem diferentes meios de lidar com o endereçamento e a transmissão de uma mensagem através de uma rede. Um modo no qual as mensagens são diferenciadas, é como elas são endereçadas como são recebidas. Qual método é utilizado depende da função da mensagem e também sobre, se ou não o remetente sabe especificamente quem está tentando entrar em contato, ou apenas de forma geral.

## Metodos de Transmissão de Mensagem
Para ajudar a explicar estes diferentes métodos eu usarei uma analogia do mundo real. Considere uma função social com 300 pessoas que estão concentradas em uma grande sala. Estas pessoas estão misturadas e estão tendo conversas diferentes. Existem tipos diferentes de mensagens que precisam ser enviadas neste recinto, muitas no caso com o auxílio da rede.
Tendo essa analogia em mente, considere estes três tipos de transmissões de mensagens, os quais estão ilustradas na figura 1.
- Mensagens Unicast: Essas são mensagens que são enviadas de um computador para o outro. Elas não são direcionadas para outros. Se você te um amigo nesse evento social, isso é equivalente a levar ele ou ela ao seu lado para uma conversa privada. É claro, existe ainda a possibilidade de mais alguém no evento escutar demais suas conversa—ou da mesma forma parte dela. É bem verdade que na internet—o endereçamento de mensagem para um computador particular não é garantia que outros também não irão lê-lá, apenas que normalmente eles não farão isto.

- Mensagens Broadcast:Como o nome sugere,estas mensagens são para cada remetente em uma rede. Elas são utilizadas quando uma parte da informação atual necessita se comunicar com cada um na rede, ou usada quando a estação de transmissão precisa enviar para apenas um receptor, mas não conhece este endereço. Por exemplo, suponha que em uma nova chegada em um reunião social viu-se um Sedan azul com placas de New Hampshire em um estacionamento que tinha luzes à sua esquerda. Ele é claro não sabe cujo caro se refere. O melhor caminho para comunicar está informação é ir para o programa que terá que fazer o recebimento de avisos que será visto por todos, incluindo os proprietários dos veículos. Na internet, as mensagens Broadcast são usadas numa variedade de finalidades incluindo o encontro de locais de estações particulares ou aparelhos que administram diferentes serviços.

- Mensagens Multicast:Estas são um compromisso prévio entre dois tipos: Elas são enviadas para um grupo de estações que se reúnem em um local com critério particular. Estas estações são usualmente relatadas para cada um de algum modo, como servir para uma função simples, ou em um local que serve de grupo particular Multicast. Perceba também que uma pessoa pode também considerar uma mensagem Broadcast como sendo um caso especial de Multicast, onde o grupo é cada um. De volta para nossa analogia: Esta pode ser alguma coisa como um grupo de amigos os quais vão para uma grande sala social e eles estão juntos em uma pequena discussão grupal—ou talvez utilizem rádios para falar entre si a uma distância. Técnicas especiais da Multicasting requerem que esclareça o que o grupo de receptores está pretendendo.

Os três tipos Básicos de endereçamento e envio de mensagens na rede são ilustradas nesta área local simplificada da rede. Device #6 está mandando uma mensagem Unicast para #2, visto em roxo. Device #4 está mandando ma mensagem Multicast para um grupo "X" Multicast. Neste caso, este grupo inclui Devices #1 e #3, vistos em verde. Finalmente, device #5, está enviando uma mensagem Broadcast, a qual vai para todos os outros computadores da LAN.

## Métodos de Endereçamento de Mensagens
Desde que os métodos de transmissão se diferem baseados em como e em quais computadores recebem a transmissão, eles são diretamente obrigados a utilizar métodos para endereçamento.
- Endereçamento Unicast: O envio Unicast requer que uma mensagem seja endereçada para um receptor específico. Este é o tipo mais comum de mensagem, então esta capacidade de endereçamento está presente em quase todos os protocolos.

- Endereçamento Broadcast: Os Broadcasts são normalmente implementados via um endereço especial que é reservado para está função. Todas as vezes que os computadores percebem que uma mensagem foi para aquele endereço, eles todos interpretam-nas como significando "esta mensagem vai para cada pessoa".

- Enedereçamento Multicast: Os Multicast são o tipo mais complexo de mensagens, porque eles requerem meios de identificação de área de um computador específico para receber uma mensagem. Isto é fundamental para criar vários grupos, os quais podem ou não envolver parcialmente os membros. Alguns mecanismos são necessários para administrar computadores conectados naqueles grupos.

- - Conceito-Chave: Três métodos básicos são usados para endereçamento e transmissão de dados entre computadores conectados a internet. Uma transmissão Unicast vai de um computador para outro de forma exata, este é o método "normal" usado na maioria das transações de mensagens, uma transmissão Broadcast é enviada de um computador para todos os computadores conectados na rede.Uma transmissão Multicast é endereçada e enviada para um grupo seleto de computadores.

Finalmente, um caso especial no campo de endereçamento é digno de ser mencionado. Em algumas redes ou links, apenas dois computadores estão conectados juntos, formando frequentemente uma rede chamada ponto-a-ponto. Nesta situação, tudo que é enviado de um computador é implicitamente intencionado para o outro e vice-versa. Dessa forma, o não endereçamento de mensagens em um link ponto-a-ponto é estritamente necessário.